# ريغنسبورغ
ريغنسبورغ (بالألمانية: Regensburg) مدينة ألمانية في ولاية بافاريا، تقع عند التقاء نهري الدانوب وريغن، في أقصى منعطف شمالي للدانوب. تقع شرقها الغابة البافارية. وريغنسبورغ عاصمة المنطقة الإدارية بالاتينات العليا. مركز المدينة الكبير العائد للعصور الوسطى وضع ضمن مواقع التراث العالمي من قبل يونيسكو لوجود كمية هائلة من الزخارف والمعالم الهندسية المعمارية التاريخية. تحتوي المدينة 155.192 نسمة وتعتبر من المدن الكبرى في ولاية بافاريا وتأتي بالمرتبة الرابعة من حيث الكبر بعد ميونخ ونورنبرغ وآوغسبورغ.

## تاريخ المدينة
للمدينة تاريخ قديم حيث كانت مستعمرة رومانية وبناها الرومان لموقعها الاستراتيجي حيث تقع على نهر الدانوب من ضفته الجنوبية., وكانت تسمى ب- كاستا ريغينا- (Castra Regina) أي بمعنى القلعة على الريغن حيث يصب نهر الريغن (نهر صغير) في الدانوب في تلك المدينة.
اشتهرت المدينة في العصور الوسطى حيث كانت من اغنى المدن الألمانية لجنيهم الضرائب على البضائع والتجار المسافرين من ضفة النهر إلى الأخرى. وقد كانت أيضا في فترة ما عاصمة الإمبراطورية الرومانية المقدسة (مملكة ألمانية) وكانت مقر للإمبراطور الألماني.
المدينة القديمة بقيت للحظ محفوظة بعد الدمار الذي حل بألمانيا بعد الحرب العالمية الثانية حيث لم يقم الحلفاء بقصف المدينة كباقي مدن ألمانية ولا تزال مدينتها القديمة من أجمل المدن الألمانية وتعد ورث ثقافي قديم.

## معالم المدينة
من أشهر معالم ريغنسبرغ المهمة هي
- الكاتيدرالية، دوم،(Der Dom) تعد من أكبر الكنائس في المنطقة
- معبد الفالهالا (Walhala)
- الجسر الحجري، الشتاين بروكه،(Steinbrücke) نقطة عبور من الضفة الشمالية إلى الجنوبية لنهر الدانوب

شعار جامعة ريغنسبورغ

## التعليم والثقافة
جامعة ريغنسبرغ التي كان يعلم بها بنديكتوس السادس عشر بنفسة كاستاذ في الثيولاوجيا، وجامعة ريغنسبرغ للعلوم والتقنية، المعهد العالي، مستشفى ريغنسبرغ الجامعي المشهور بحداثتة ومستواه الأكاديمي العالي

## المدينة والعالم
للمدينة جامعة حديثة وبها القى بنديكتوس السادس عشر في يوم 12 سبتمبر 2006 كلمته المشهرة التي احدثت شرخ بالعلاقات الإسلامية والمسيحية في العالم وعلى غرارها قامت مظاهرات واعمال تظاهرية في العالم الإسلامي.

## وصلات خارجية
- موقع ريغنسبورغ الرسمي (بالألمانية)

- صور من داخل المدينة